# Israels politik
Israels högsta lagstiftande organ är Knesset, parlamentet, vars 120 ledamöter utses med mandatperioder om fyra år. Vid parlamentsvalet röstar väljarna på parti, inte på kandidat. För att komma in i parlamentet finns det dock en spärr på 1,5 procent. Rösträtt har alla israeliska medborgare som är 18 år eller äldre. Premiärministern har möjlighet att utlysa nyval innan mandatperioden är slut.
Statschef är presidenten som väljs av Knesset, parlamentet, för fem år i taget. Presidenten har endast ceremoniella befogenheter och utser bland annat premiärminister, som har 45 dagar på sig att bilda regering. Denna regering måste sedan godkännas av Knesset.
Det rättsliga systemet består av domstolar på tre nivåer. Äktenskapsfrågor handhas av särskilda religiösa domstolar.
Administrativt är landet indelat i sex områden, mehoz: Centrala distriktet, Haifa, Jerusalem, Norra distriktet, Södra distriktet och Tel Aviv.

## Regeringar
Israels politiska liv domineras av sionistiska partier, däribland det socialdemokratiska Arbetarpartiet och det konservativa Likud. Sedan staten grundades har regeringarna bestått av koalitioner mellan olika partier. Från 1948 fram till valen i maj 1977 styrdes landet av koalitionsregeringar under ledning av arbetarrörelsen. Mellan 1967 och 1970 styrdes landet av en samlingsregering där alla partier utom två kommunistpartier ingick. Efter valen 1977 tog koalitionen Likud över och bildade regering tillsammans med några mindre partier.
Premiärminister blev Menachem Begin som satt kvar fram till sin avgång sommaren 1983 när han efterträddes av utrikesminister Yitzhak Shamir. Efter att ha förlorat en förtroendeomröstning i Knesset i början av 1984 tvingades han utlysa nyval som hölls i juli samma år.
I valen fick varken Arbetarpartiet eller Likud tillräckligt med röster för att kunna bilda regering och efter några veckors förhandlingar bildades en samlingsregering med båda partierna där de fick turas om att inneha premiärministerposten.
Under den första halvan av mandatperioden var Arbetarpartiets Shimon Peres premiärminister medan Likuds Yitzhak Shamir var vice premiärminister och utrikesminister. I oktober 1986 bytte de poster. Efter valen i november 1988 bildades en liknande samlingsregering men där posterna inte roterade. Shamir blev premiärminister och Peres vice premiärminister och finansminister.
Samlingsregeringen avgick i mars 1990 efter att ha förlorat en förtroendeomröstning. Under ledning av Likud bildade därefter Shamir en koalitionsregering med mindre höger- och religiösa partier. I valen i juni 1992 gick Arbetarpartiet framåt och partiledaren Yitzhak Rabin kunde bilda en koalitionsregering med tre center-vänster-partier och det ultraortodoxa Shas. Efter att Shas lämnade regeringen blev den beroende av stöd från de arabiska och kommunistiska partierna i Knesset.
Efter att Rabin mördades den 4 november 1995 tog Shimon Peres över och fortsatte arbetet med att genomföra Israels löften efter Osloavtalet. Med stort opinionsmässigt stöd i ryggen utlyste Peres nyval till maj 1996. På grund av flera självmordsbombningar och raketanfall mot norra Israel från Libanon tappade regeringen dock stöd bland väljarna och valet vanns av Likud och dess partiledare Benjamin Netanyahu. Netanyahu kunde därefter bilda regering med stöd av religiösa partier och lovade att fortsätta fredsprocessen utan att ge avkall på Israels säkerhet.
Efter valen i februari 2001 bildades en ny samlingsregering med Ariel Sharon som premiärminister. Regeringen avgick dock efter att Arbetarpartiet lämnade regeringen och efter valen i januari 2003 bildade Likud regering stödd av bland annat liberala Shinui och religiösa partier.
I januari 2005 presenterade Sharon en ny koalition med Arbetarpartiet där Shimon Peres är vice premiärminister.
I november 2005 lämnar Arbetarpartiet på begäran av sin nya partiordförande Amir Peretz koalitionen.
Ariel Sharon beslutar sig för att lämna partiet Likud 21 november 2005 på grund av intern kritik mot att han samarbetar med Arbetarpartiet och evakueringen av Gazaremsan. 
Val hölls 28 mars 2006, Ehud Olmert har fått uppdrag bilda regering efter att Kadima blivit största parti men eftersom de bara har 28 mandat behöver de hjälp troligen av arbetarpartiet.
I 31 mars 2009, 18 mars 2013 och 14 maj 2015 presenterade Benjamin Netanyahu (Likud) en ny koalition.
I juni 2021 blev högernationalisten Naftali Bennett Israels nya premiärminister. Netanyahu kvarstår som ledare för partiet Likud och blir därmed oppositionsledare i Israel.

### Politiska stridsfrågor
- Hur konflikten mellan Israel, palestinierna och regionens arabländer ska lösas
- Hur stort inflytande judiskt religiöst liv ska ha på den sekulära staten
- Sociala fördelningsfrågor
- Ekonomi- och handelsfrågor

### Politiska grupper
- Gush emunim, förespråkar judiska bosättningar på ockuperat område
- Gush shalom ("Fredsblocket"), fredsrörelsen, förespråkar avveckling av judiska bosättningar på ockuperat område
- Kibbutz-lobbyn arbetar för ekonomiskt stöd till kibbutzerna
- Jordbruks-lobbyn arbetar för ekonomiskt stöd till jordbruket
- Neturei karta, en radikal ultraortodox grupp som avvisar sionismen och ej deltar i allmänna val.
- Histadrut, en paraplyorganisation för många fackföreningar
- Ha-ometz lesarev, uppmanar soldater att inte tjänstgöra på ockuperat område

### Partier i Knesset
Partier i 20e Knesset efter valet 17 mars 2015.
| Parti                  | % av rösterna | Mandat | Skillnad |
| ---------------------- | ------------- | ------ | -------- |
| Likud                  | 23,4%         | 30     | +12      |
| Sionistunionen 1)      | 18,7%         | 24     | +3       |
| Gemensam lista 2)      | 10,5%         | 13     | +2       |
| Yesh Atid              | 8,8%          | 11     | -8       |
| Kulanu 3)              | 7,5%          | 10     | +10      |
| Judiskt hem 4)         | 6,7%          | 8      | -4       |
| Shas                   | 5,7%          | 7      | -4       |
| Yisrael Beiteinu       | 5,1%          | 6      | -7       |
| Torahpartiet           | 5,0%          | 6      | -1       |
| Meretz                 | 3,9%          | 5      | -1       |
| Kadima 5)              |               |        | -2       |
| Valdeltagandet / summa | 72%           | 120    | 0        |

- 1) Allians av: Arbetarpartiet (19), Hatnuah (5) och Gröna rörelsen (0), lyfts i januari 2019
- 2) Allians av: Hadash (5), Förenade arablistan (3), Balad (3) och Ta'al (2)
- 3) Ny
- 4) I december 2018 delas in i Judiskt hem (5) och Nya högern (3)
- 5) Försvunnit

### Presidenten
Israels president är landets statschef. Denne väljs av Knesset och mandatperioden är sju år. Tidigare var mandatperioden fem år med möjlighet till omval. Presidentens uppgifter består bland annat av:
- Presidenten skriver under alla lagar (utom lagar som berör presidentens egna befogenheter)
- Efter parlamentsval utser presidenten en person av Knesset att försöka bilda regering
- Presidenten utser diplomater och tar emot medlemmar av den utländska diplomatiska kåren
- Presidenten skriver under avtal med andra länder
- Presidenten utser domarna i Högsta domstolen efter förslag från premiärministern
- Presidenten utser styrelseordförande i riksbanken efter förslag från premiärministern
- Presidenten har rätt att benåda fängslade.

Alla presidenter fram till Moshe Katsav har varit medlemmar eller på annat sätt anhängare av Arbetarpartiet eller dess föregångare.
1. Chaim Weizmann (1949 - 1952) (Generalsionisterna)
2. Yitzhak Ben-Zvi (1952 - 1963) (Mapai)
3. Zalman Shazar (1963 - 1973) (Mapai)
4. Ephraim Katzir (1973 - 1978) (Arbetaralliansen)
5. Yitzhak Navon (1978 - 1983) (Arbetaralliansen)
6. Chaim Herzog (1983 - 1993) (Arbetaralliansen)
7. Ezer Weizman (1993 - 2000) (Arbetarpartiet)
8. Moshe Katsav (2000 - 2007) (Likud)
9. Shimon Peres (2007- 2014) (Kadima)
10. Reuven Rivlin (2014- ) (Likud)

Se även: Israels president

### Premiärministern
Israels premiärminister är den demokratiskt valde ledaren för Israels regering. Vanligtvis är denne ledare för det största partiet eller den största koalitionen i Israels parlament, Knesset.
Efter parlamentsval utnämner Israels president en person att bilda en regering och om denne kan bilda en regering som har stöd av en majoritet i Knesset blir denne premiärminister.
1992 ändrades lagen så att premiärministern valdes av folket i direkta val. 1996, 1999 och 2001 valdes premiärministern på detta vis men 2001 gick man tillbaka till det tidigare systemet då det blev svårare att bilda regering.
| Nr | Namn               | Regeringstid | Parti               |
| -- | ------------------ | ------------ | ------------------- |
| 1  | David Ben-Gurion   | 1948-1954    | Mapai               |
| 2  | Moshe Sharett      | 1954-1955    | Mapai               |
|    | David Ben-Gurion   | 1955-1963    | Mapai               |
| 3  | Levi Eshkol        | 1963-1969    | Mapai*              |
| 4  | Golda Meir         | 1969-1974    | Arbetarpartiet      |
| 5  | Yitzhak Rabin      | 1974-1977    | Arbetarpartiet      |
| 6  | Menachem Begin     | 1977-1983    | Likud               |
| 7  | Yitzhak Shamir     | 1983-1984    | Likud               |
| 8  | Shimon Peres       | 1984-1986    | Arbetarpartiet      |
|    | Yitzhak Shamir     | 1986-1992    | Likud               |
|    | Yitzhak Rabin      | 1992-1995    | Arbetarpartiet      |
|    | Shimon Peres       | 1995-1996    | Arbetarpartiet      |
| 9  | Benjamin Netanyahu | 1996-1999    | Likud               |
| 10 | Ehud Barak         | 1999-2001    | Arbetarpartiet      |
| 11 | Ariel Sharon       | 2001-2005    | Likud senare Kadima |
| 12 | Ehud Olmert        | 2006-2009    | Kadima              |
| 9  | Benjamin Netanyahu | 2009-        | Likud               |
| 13 | Naftali Bennett    | 2021–        | Nya högern          |

(*)1968 slogs Mapai samman med andra partier till Arbetarpartiet